# Instinktshandling
Instinktshandling är inom etologin aktiveringen av djurs medfödda instinktsstyrda handlingar.
För att en instinktshandling ska utlösas krävs en nyckelretning. Med det menas att djuret reagerar på något i miljön som nervsystemet uppfattar. Om en instinktshandling startar utan någon nyckelretning kallas det för tomgångshandling. Då motivationen stiger hos ett djur, börjar det söka efter ett tillfälle att utlösa instinktshandling. Detta sökande kallas aptitbeteende. Vissa djurs  instinktshandling kan vara att fly och andra djurs intinktshandling är till exempel att jaga. 
Gökar använder till exempel häckningsparasitism, då gökägget kläcks ser gökungen ägg runt sig. Äggen blir en nyckelretning, så att gökungen knuffar ut alla andra ägg i boet.
Om ett djur samtidigt starkt aktiverar två instinkter, hamnar det i en konfliktsituation som kan ta sig uttryck i ett tredje, helt ovidkommande beteende. Detta kallas överslagshandling.